# Didier Robert
Didier Robert (Saint-Pierre, 26 aprile 1964) è un politico francese, senatore; è stato presidente della regione Riunione dal 2015 al 2021.